# カミナータ
カミナータ（伊: Caminata）は、イタリア共和国エミリア＝ロマーニャ州ピアチェンツァ県アルタ・ヴァル・ティドーネに属する分離集落（フラツィオーネ）。
かつては独立したコムーネであったが、2018年1月1日にニッビアーノ、ペコラーラと合併して新自治体の一部となった。

## 地理

### 位置・広がり

#### 隣接コムーネ
コムーネとしてのペコラーラは、以下のコムーネと隣接していた。括弧内のPVはパヴィーア県所属を示す。
- カネヴィーノ (PV)
- ニッビアーノ
- ルイーノ (PV)